# Ibrahim I
Ibrahim I (n. 5 noiembrie 1615, Constantinopol, Imperiul Otoman – d. 18 august 1648, Constantinopol, Imperiul Otoman) a fost un sultan al Imperiului Otoman între 1640 și 1648.
A fost fiul sultanului Ahmed I și al sultanei Kösem. Când avea doar doi ani, tatăl său a murit din cauza unor probleme gastrice, tronul fiind ocupat de unchiul lui Ibrahim, Mustafa I, fratele mai mic al lui Ahmed I. Prințul Ibrahim a devenit sultan în 1640, după moartea fratelui său, Murad al IV-lea.
Pasiunile sale excentrice au făcut să fie poreclit Ibrahim nebunul. În timpul domniei sale trezoreria statului s-a golit, mita și șantajul s-au generalizat la toate nivelurile administrației, iar valoarea monedei s-a degradat. Domnia lui dezastruoasă a luat sfârșit în 1648, el fiind executat în timpul unei revolte a corpului ienicerilor.
A fost căsătorit cu Hümaşah Sultan, singura sa soție legală, cu care a avut un fiu pe nume Orhan, care a trăit însă numai câteva luni.